# Pont Léonard
Le Pont Léonard, ou ruisseau du Pont Léonard, est un ruisseau français du département de la Creuse, en région Nouvelle-Aquitaine, et du département de l'Allier, en région Auvergne-Rhône-Alpes. C'est un affluent du Cher, donc un sous-affluent de la Loire.

## Géographie
Le Pont Léonard prend sa source dans le quart nord-est du département de la Creuse à 438 mètres d'altitude, sur la commune de Viersat, en sortie de l'étang Chauvet, à 600 mètres au nord du petit bourg de Viersat.
Il prend la direction du sud-est et passe presque immédiatement sous la route départementale (RD) 41 puis au bout de 700 mètres oblique vers l'est. Après 850 mètres, il se dirige brièvement vers le sud, franchi par la RD 14, puis vers le sud-est sur environ un kilomètre et demi. Il prend à nouveau la direction de l'est sur plus de deux kilomètres, formant un plan d'eau de plus de deux hectares, l'étang Neuf, qui marque la limite départementale, et commence à entrer dans des gorges profondes par endroits d'une cinquantaine de mètres. Il contourne le bourg de Teillet par le sud, passe sous la RD 152 et reçoit en rive gauche son principal affluent, le Lavaury. Le reste de son parcours s'effectue en direction de l'est-sud-est, dans des gorges de plus en plus resserrées. Il est franchi par le viaduc d'Artiges de la ligne ferroviaire de Bourges à Miécaze et, environ deux kilomètres et demi plus en aval, il rejoint le Cher en rive gauche à 255 mètres d'altitude, sur la commune de Teillet-Argenty, 300 mètres au sud-ouest du lieu-dit Côte Courbe, dans la retenue du barrage de Rochebut.
S'écoulant globalement de l'ouest-nord-ouest vers l'est-sud-est, le Pont Léonard est long de 11,88 km. Avec un dénivelé de 183 mètres, sa pente moyenne s'établit à 15,40 mètres par kilomètre.

### Communes et département traversés
Le Pont Léonard arrose deux communes, : Viersat (source) dans le département de la Creuse et Teillet-Argenty (confluence avec le Cher) dans celui de l'Allier.

### Affluents et nombre de Strahler
Parmi les sept affluents du Pont Léonard répertoriés par le Sandre, le plus long et le seul qui porte un nom est le Lavaury, ou ruisseau de Lavaury, long de 3,96 km.
Un des affluents sans nom du Pont Léonard ayant un affluent mais aucun sous-affluent, le nombre de Strahler du Pont Léonard est donc de trois.

### Bassin versant
Le bassin versant du Pont Léonard fait partie de la zone hydrographique : « Le Cher de la Tardes (non comprise) au ruisseau de Mont (compris) », au sein du bassin DCE beaucoup plus étendu « La Loire, les cours d'eau côtiers vendéens et bretons ».
Outre les deux communes arrosées par le Pont Léonard, le bassin versant en concerne une autre : Quinssaines, dans la Creuse, où le Lavaury prend sa source.

## Environnement
Sur les deux derniers kilomètres et demi de son cours, en aval du viaduc d'Artiges de la ligne ferroviaire de Bourges à Miécaze, le Pont Léonard s'écoule sur le territoire d'un site du réseau Natura 2000 « gorges du Haut-Cher »,, ainsi que sur celui d'une zone naturelle d'intérêt écologique, faunistique et floristique (ZNIEFF) de type 1 « vallée du Haut-Cher, secteur Auvergne »,.
À cet endroit, la ZNIEFF de type 1 et le site Natura 2000 sont eux-mêmes inclus dans une ZNIEFF de type 2 « vallée du Cher » dont l'emprise remonte 250 mètres en amont du viaduc ferroviaire.